# 金融危機対応会議
金融危機対応会議（きんゆうききたいおうかいぎ、英語：Financial Crisis Response Council、略称：FCRC）は、日本の官公庁の一つであり、内閣府の特別の機関である。

## 概要
日本の内閣府に設置される特別の機関のひとつである。金融危機に対する方針や、金融危機に関する重要事項を所管する。具体的には、内閣総理大臣の諮問に基づき、大規模で連鎖的な金融機関の破綻などへの対応を審議する。さらに、関係する他の官公庁に対し、関連施策の実施を促すとともに、資料の提出など必要な協力を要請することができる。
また、金融危機対応会議の議決に基づいて、内閣総理大臣は金融危機への対応措置を要する旨を認定することができる。金融危機への対応措置の具体的な例としては、預金保険機構による株式の引き受け、ペイオフコストを超える資金援助(いわゆるペイオフ凍結)、預金保険機構による全株式取得などが挙げられる。

## 機構
金融危機対応会議は、議長1人と議員5人により構成される。議長には内閣総理大臣が宛てられ、議員には内閣官房長官、内閣府特命担当大臣（金融担当）、金融庁長官、財務大臣、日本銀行総裁が宛てられる。議長は会務を総理するとともに、前述の議員以外の者を臨時に議員とすることができる。また、議長に事故がある場合は、議員である内閣府特命担当大臣（金融担当）が議長の職務を代理する。
なお、金融危機対応会議の庶務については、内閣府の外局である金融庁の監督局総務課が処理している。また、庶務を処理する際には、財務省大臣官房信用機構課が協力する。

## 沿革

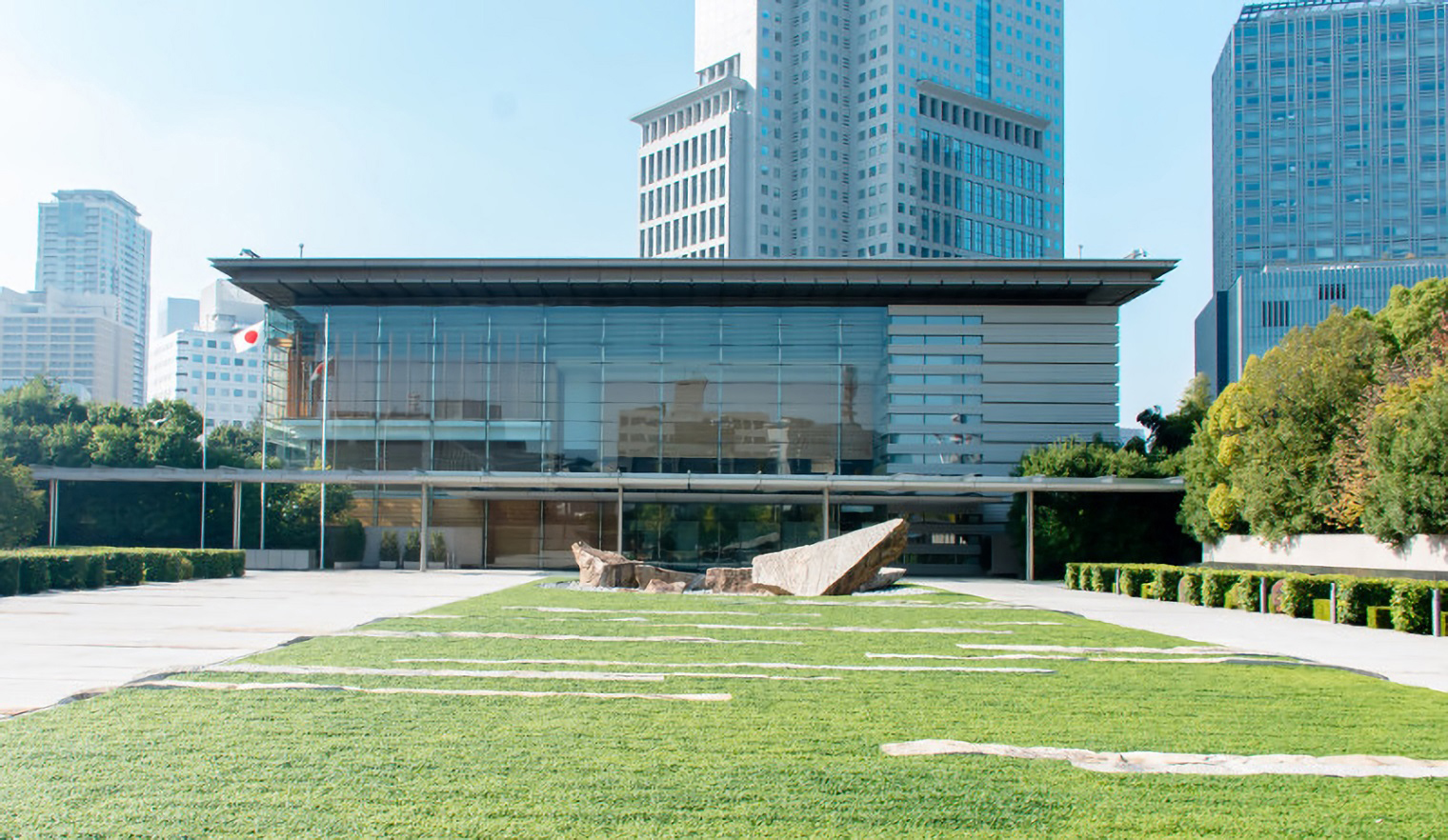
会議が開催される内閣総理大臣官邸

2001年1月6日、中央省庁再編が実施され、内閣府設置法に基づき金融危機対応会議が設置された。
2003年5月17日、内閣総理大臣小泉純一郎により、りそな銀行への預金保険法第102条第1項第1号の適用可否が諮問された。これを受け、金融危機対応会議は同日、第1回会議を開催した。その結果、自己資本比率の低下したりそな銀行について「このような事態を放置すれば、預金保険法第102条第1項に規定する『信用秩序の維持に極めて重大な支障が生ずるおそれがある』と認められる」と指摘したうえで、りそな銀行に対し「預金保険法第102条第1項第1号に定める措置を講ずる必要がある」と認定する答申を行った。これにともない、預金保険機構による株式の引き受けなどが行われ、りそな銀行の資本増強が図られた。
また、同年11月29日、内閣総理大臣小泉純一郎により、足利銀行への預金保険法第102条第1項第3号の適用可否が諮問された。これを受け、金融危機対応会議は同日、第2回会議を開催した。その結果、債務超過に陥った足利銀行について「業務を行っている地域の信用秩序の維持に極めて重大な支障が生ずるおそれがある」と指摘したうえで「地域において同行が果している金融機能の維持が必要不可欠」と述べ、足利銀行に対し「預金保険法第102条第1項第3号に定める措置を講ずる必要がある」と認定する答申を行った。これにともない、足利銀行は特別危機管理銀行となり、預金保険機構が全株式を取得した。

## 名称
英語での名称は「Financial Crisis Response Council」とされている。